# Wymiar podobieństwa
Wymiar podobieństwa (inaczej wymiar fraktalny, wymiar samopodobieństwa) – miara fraktali. Główną jego cechą jest to, że dla obiektów fraktalnych będzie on różny od jego wymiaru topologicznego, zazwyczaj zgodnego z intuicją. Z formalnego punktu widzenia istnieje kilka nierównoważnych definicji wymiarów, które w różnych sytuacjach są określane mianem wymiarów fraktalnych. Często termin ten odnosi się do szczególnego przypadku wymiaru Hausdorffa, który uważano za dziwną ciekawostkę do czasu, gdy Benoît Mandelbrot nie wykorzystał go do opisu fraktali.

## Własności
Świat jest trójwymiarowy, więc aby opisać położenie dowolnego punktu w przestrzeni, stosuje się trzy współrzędne – x, y i z. Aby jednak opisać położenie przedmiotu (punktu) położonego na stole, wystarczą jedynie dwie współrzędne – x i y. Aby zaś opisać położenie np. pewnego miejsca na sznurze, może wystarczyć jedna współrzędna. Zwinięty w kłębek sznur ma jeden wymiar topologiczny (wymagana jest jedna współrzędna do określenia położenia na nim), ale jego wymiar euklidesowy jest równy 3 niezależnie od tego, czy jest zwinięty, czy też rozwinięty.
Wymiar podobieństwa, czy też wymiar fraktalny określa rzeczywistą miarę fraktala. Jeśli przedmiot w całej wielkości zawiera {\displaystyle N} samopodobnych kopii siebie wielkości {\displaystyle s,} to jego wymiar {\displaystyle D_{s}} samopodobieństwa wyrażony jest przez równanie:
{\displaystyle Ns^{D_{s}}=1.}
Można je przekształcić do postaci:
{\displaystyle D_{s}={\frac {\log(N)}{\log(1/s)}}.}

## Przykładowe wymiary
Wymiary samopodobieństwa fraktali są liczbami rzeczywistymi. Na przykład wymiar fraktalny zbioru Cantora wynosi w przybliżeniu 0,630929, zaś kostki Mengera około 2,726833. Wymiary samopodobieństwa figur zdecydowanie bliższych nam – linii, kwadratu i sześcianu, to odpowiednio 1, 2 i 3. Takie też są ich wymiary topologiczne, czyli tyle współrzędnych jest nam potrzebnych do opisania położenia w ich wnętrzu. Wymiary samopodobieństwa fraktali zawierają się np. w przedziale (1, 2), czyli wymiary tej grupy fraktali (mowa tu na przykład o trójkącie Sierpińskiego czy płatku Kocha) są mniejsze niż figury płaskiej, a większe niż prostej. Tak więc fraktale, których wymiary samopodobieństwa zawierają się w tym przedziale, już nie są prostymi, a jeszcze nie są figurami płaskimi.